# Nervus terminalis
Der paarige Nervus terminalis oder Terminalnerv (lat. terminalis ‘zum Ende gehörig’), auch nullter Hirnnerv (0 bzw. N) genannt, ist ein 13. Hirnnervenpaar von Wirbeltieren an der Basis des Endhirns.

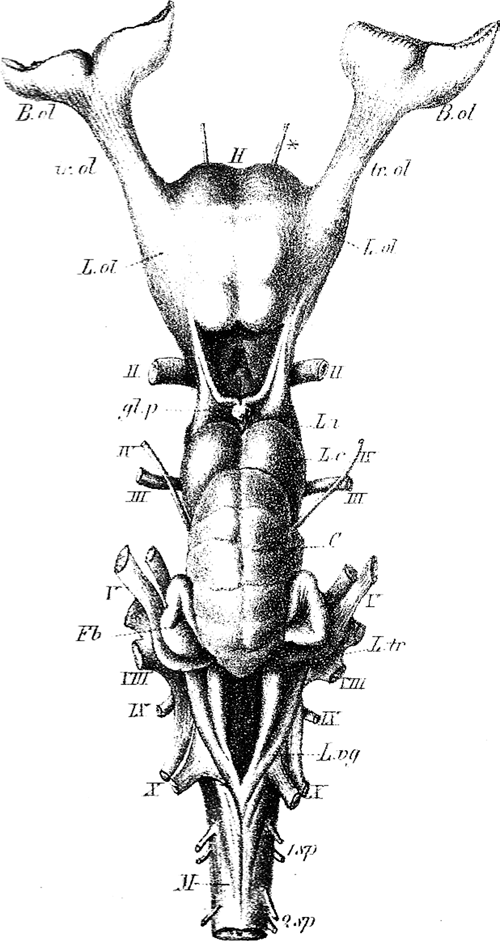
Rückseitige Ansicht des Gehirns eines Hundshais – mit * markierter „überzähliger Nerv“ vorne neben dem tractus olfactorius, tr.ol (Fritsch, 1878)

## Entdeckung
Die zarten hirnhautnahen Strukturen des Nervus terminalis wurden lange übersehen oder bei anatomischen Sektionen mitsamt der Spinnwebshaut entfernt. 1878 entdeckte der Anatom Gustav Fritsch den Nerv am Hirn eines Hundshais (siehe Abbildung). 1894 beschrieb ihn Felix Pinkus bei einem Lungenfisch und sah seinen Ursprung am unteren Ende der Lamina terminalis. Beim Frosch wurde Pinkus’ Nerv – ab 1905 auch als Nervus terminalis bezeichnet – dann 1909 beschrieben, beim Menschen erst 1913.

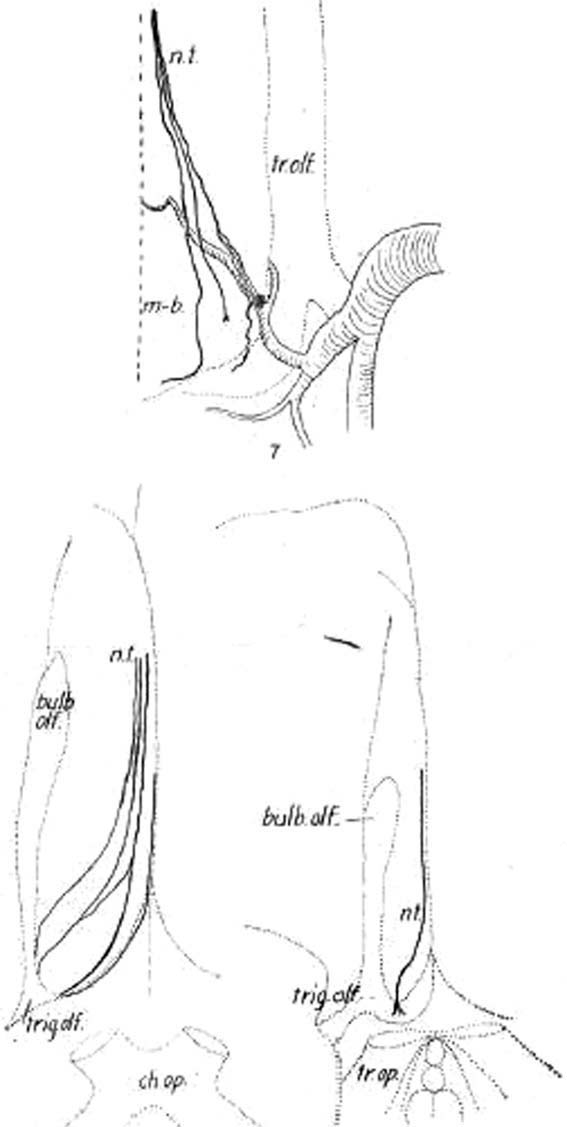
Variationen des Nervus terminalis beim Menschen (nach Johnston, 1914)

## Verlauf
Der dünne Nerv verläuft ähnlich dem seitwärts gelegenen Riechnerven an der Basis des Endhirns. Anders als dieser besteht er aus variablen Neuronenpopulationen (der Ganglienzellen eines Ganglion terminale), von denen einerseits periphere Fortsätze zum Riechepithel und andererseits zentrale zum Gehirn ausgehen.
Die peripheren Züge aus der Nasenschleimhaut im Bereich der Nasenscheidewand gelangen als Fila terminalia durch das Foramen olfactoterminale der vorderen Siebbeinplatte (Lamina cribrosa) – noch vor den Durchtrittsöffnungen der Fila olfactoria des Riechnerven gelegen – in die Schädelhöhle. Die zentralen Züge erreichen das Hirn basal in der Umgebung des Trigonum olfactorium und medialer olfaktorischer Regionen des Endhirns sowie nahe der Lamina terminalis. Über zentrale Projektionen werden unter anderem auch Kerngebiete im Zwischenhirn erreicht, denen eine Rolle für das Sexualverhalten zugesprochen wird.
Diese Fasern des Terminalissystems sind somit nicht wie die Riechnerven über den Bulbus olfactorius der olfaktorischen Wahrnehmung zugeordnet. Neben zusätzlichen (akzessorischen) Projektionen zu sekundären olfaktorischen Gebieten bilden sie insbesondere Verbindungen zu Kerngebieten nahe dem Septum und in der Area praeoptica.
Beim Menschen wird das in der Fetalperiode ausgestaltete Faser- beziehungsweise Neuronensystem des Nervus terminalis später reduziert. Beim Erwachsenen ist es so gewöhnlich beidseits als ein feines Geflecht markloser peripherer Nervenfaszikel im Subarachnoidalraum über dem Gyrus rectus des Stirnlappens zu finden.

## Funktionelle Zuordnung
Die Funktionen des Nervus terminalis sind bis heute nur unvollständig verstanden und während der embryonalen und fötalen Entwicklung womöglich andere als beim adulten Gehirn.
Einige der Terminalis-Neuronen bilden das Oligopeptid Gonadoliberin (GnRH oder LH-RH) und sezernieren es als Botenstoff, sei es als Neurotransmitter bzw. Neuromodulator oder als Neurohormon. Manche ihrer Neuriten erreichen bei Fischen und Fröschen auch die Retina, bei Säugetieren nur in frühen Entwicklungsstadien. Die pulsatile Ausschüttung von GnRH in diencephalen Regionen wird als eine Voraussetzung für die Entwicklung der endokrinen Hypothalamus-Hypophyse-Gonaden-Regelkreise diskutiert. Beim Menschen führt ein Fehlen des Nervus terminalis oder ein fehlendes Einwandern von Terminalisneuronen bzw. Auswachsen  ihrer Neuriten in das Vorderhirn zum klinischen Bild eines olfacto-genitalen oder Kallmann-Syndroms.
Eine wichtige, nicht nur bei karpfenartigen Fischen nachgewiesene Aufgabe des Nervus terminalis liegt in der Pheromonwirkungen vermittelnden Signalleitung. Darüber werden beispielsweise ebenso bei Nagetieren umgebungsorientierte Anpassungen und Einflüsse auf das Sozialverhalten wirksam, die Revierabgrenzung, Reproduktionsstrategien und Paarungsbereitschaft betreffen.
In manchen Fällen, beispielsweise beim Organum vasculosum der Lamina terminalis, treten Nervenendigungen des Nervus terminalis in engen Kontakt zu Blutgefäßen. Noch ist zumeist nicht klar, ob sie möglicherweise auf die Durchblutungsregulation Einfluss nehmen, hinsichtlich der Blutzusammensetzung sensorische Aufgaben erfüllen oder neuroendokrin Signalstoffe abgeben.
Die peripheren Züge des Terminalnerven in der Schleimhaut der Nasenhöhle zeigen schon innerhalb einer Spezies eine erhebliche Variabilität. Neben den afferenten Fasern aus dem Riechepithel des Nasenseptums bzw. dem Jacobson-Organ (Organum vomeronasale) können auch viszeroefferente Fasern für Gefäßmuskulatur und epitheliale Drüsen angetroffen werden.